# Polaroid Corporation

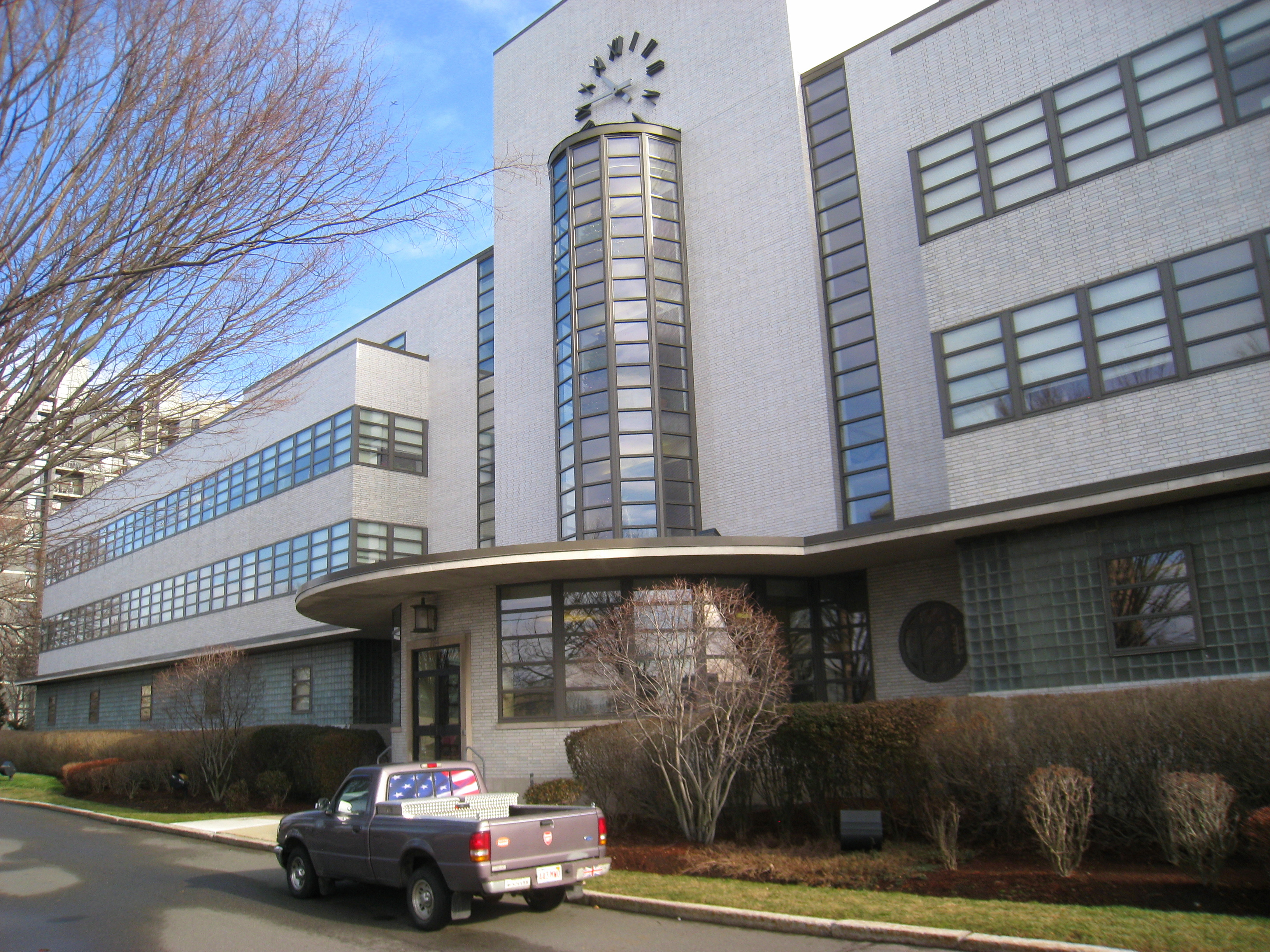
Budova společnosti B and B Chemical, Cambridge, Massachusetts, USA

Polaroid Corporation je nadnárodní korporace spotřební elektroniky a výrobce brýlí, původně založená v roce 1937 Edwinem H. Landem. Je nejznámější svými instantními fotoaparáty a filmy, které se dostaly na trh v roce 1948 a byly vlajkovou lodí společnosti až do února 2008, kdy se zastavila veškerá produkce ve prospěch digitální fotografie.
Společnost byla v historii také leaderem na trhu v oboru polarizovaných slunečních brýlí, což byl výsledek vlastního výzkumu polarizace světla.
Dne 9. ledna 1986 Polaroid v „patentové bitvě“ porazil firmu Kodak, která posléze přestala instantní fotoaparáty vyrábět.
Společnost byla se svým modelem PDC-2000 v roce 1996 také jedním z prvních výrobců digitálních fotoaparátů, nicméně se jí v tomto oboru nepodařilo zachytit velký tržní podíl.